# 盖布·约克
加布里埃尔·罗素·约克（1993年8月2日—），舊姓安德森（Anderson），美國男子籃球運動員，出生於美國加利福尼亚州橙縣。约克來自單親家庭，在兩歲時失去了父親，與哥哥以利亞（Elijah York）由母親黛博拉（Deborah York）單獨撫養長大，哥哥曾效力田纳西大学马丁分校籃球校隊。约克在就讀橘郡路德高中三年級時以場均19.3分、4.3籃板、2.7助攻、2.7抄截的表現吸引關注，四年級場均表現為24.9分、4.8籃板、2.7助攻，2011年5月约克取得亚利桑那大学全額獎學金。约克上大學以後母親一同從加利福尼亚州洛杉矶县西科维纳搬到亞利桑那州图森生活。
2016年约克在NBA选秀上落選，2022年12月约克獲得來自奥兰多魔术的COVID-19十天短約，但约克因確診COVID-19而未能效力奥兰多魔术，2023年4月约克與印第安纳步行者簽下双向合同，约克於NBA首秀攻下7分。
2024年8月1日，中国男子篮球职业联赛浙江稠州宣布簽下约克。

## 外部連結
- 盖布·约克在fiba.basketball（英语）
- 盖布·约克在NBA（英语）
- 盖布·约克在義大利籃球聯賽（意大利语）
- 盖布·约克在德國籃球甲級聯賽（德语）
- 盖布·约克在中国男子篮球职业联赛
- 盖布·约克在Basketball-Reference.com（NBA）（英语）
- 盖布·约克在Basketball-Reference.com（NBA G聯盟）（英语）
- 盖布·约克在Basketball-Reference.com（國際）（英语）
- 盖布·约克在Sports-Reference.com（NCAA）（英语）
- 盖布·约克在Eurobasket.com（球員）（英语）
- 盖布·约克在Proballers（英语）
- 盖布·约克在RealGM（英语）
- 盖布·约克在中国篮球数据库
- 盖布·约克在Flashscore（英语）